# Archara
Archara – osiedle typu miejskiego w Rosji, w obwodzie amurskim. W 2010 roku liczyło 9585 mieszkańców.
Znajduje się tu dyrekcja Rezerwatu Chingańskiego.